# 총상
총상(銃傷, gunshot wound)은 무기나 탄약의 발사로 말미암아 생긴 외상의 일종이다. 가장 흔한 형태의 총상은 무력 충돌, 민간 스포츠, 레크리에이션, 범죄 활동에 사용되는 화기에서 비롯된다. 위험은 화기, 총알, 속도, 진입점, 궤적에 따라 달라진다. 관리 방법은 관찰, 국소 상처 치료에서부터 긴급한 외과 수술에 이를 수 있다.

## 증상
총상으로 인한 외상은 총알, 속도, 진입점, 궤도, 영향을 받는 부위에 따라 다양하다. 총상은 특히 다른 관통상에 비해 대단히 파괴적인데, 그 이유는 총알의 궤도와 파쇄가 진입 이후 예측하지 못할 정도의 수준일 수 있기 때문이다. 게다가 총상은 일반적으로 커다란 주변 조직 파괴를 일으키는데 이는 총알 속도 분류와 연관성이 있는 발사체의 물리적인 영향력 때문이다.
총상을 입게 될 때의 즉각적인 결과는 보통 심각한 출혈이며 잠재적으로는 생명에 필수적인 기관에 산소를 적절하게 공급하지 못하는 혈액량 감소성 쇼크가 발생할 수 있다.
총상으로 인한 흔한 사인에는 출혈, 기흉에 의한 저산소증, 심장의 심각한 부상, 확대된 혈관, 뇌 또는 중앙신경계의 손상이 포함된다.

## 분류
총상은 발사체의 속도에 따라 분류된다:
- 저속(Low-velocity): < 1,100 ft/s (340 m/s)
- 중속(Medium-velocity): 1,100 ft/s (340 m/s) ~ 2,000 ft/s (610 m/s)
- 고속(High-velocity): 2,000 ft/s (610 m/s) ~ 3,500 ft/s (1,100 m/s)
- 초고속(Hyper velocity): > 3,500 ft/s (1,100 m/s)